# Sycoscapter inubiae
Sycoscapter inubiae är en stekelart som först beskrevs av Ishii 1934.  Sycoscapter inubiae ingår i släktet Sycoscapter och familjen fikonsteklar. Inga underarter finns listade i Catalogue of Life.